# Топтунов, Леонид Фёдорович
Леони́д Фёдорович Топтуно́в (16 августа 1960, Николаевка, СССР — 14 мая 1986, Москва, СССР) — один из работников Чернобыльской АЭС, старший инженер управления реактором энергоблока № 4 в ночь аварии 26 апреля 1986 года.

## Биография
Леонид Топтунов родился 16 августа 1960 года в селе Николаевка, Бурынского района Сумской области в семье военнослужащего. После рождения сына, семья переехала в г. Ленинск Кызылординской области. В этом городе прошло его детство и школьные годы. В старших классах Леонид учился в Таллинской 11-й средней школе, в Эстонской ССР, там же получил аттестат об окончании школы.
С ранних лет увлекался математикой и физикой. В 1983 году окончил филиал Московского инженерно-физического института г. Обнинск Калужской области. Преддипломную практику проходил на Чернобыльской АЭС.
После завершения обучения был направлен на Чернобыльскую АЭС. С 31 марта 1983 года работал инженером управления блоком и старшим инженером управления реактором реакторного цеха.

## Авария на ЧАЭС
Леонид Топтунов был одним из непосредственных участников событий на четвёртом блоке Чернобыльской АЭС в ночь 26 апреля 1986 года, когда на станции произошла авария. Топтунов в начале 12 ночи 26 апреля 1986 года в составе ночной смены принял и приступил к своим обязанностям в качестве оператора реактора. В тот момент на энергоблоке № 4 шли работы по подготовке к его остановке на профилактический ремонт и испытания по выбегу турбогенератора. Контролировали и руководили действиями ночной смены на блочном щите управления (БЩУ) энергоблока № 4 Александр Акимов, начальник смены блока № 4, и Анатолий Дятлов, заместитель главного инженера Чернобыльской АЭС. Ночная смена продолжила начатые 25 апреля работы по остановке энергоблока и подготовку к проведению испытания по выбегу турбогенератора. Тепловая мощность реактора, на момент заступления Топтунова на смену в 00:05 (по оперативному журналу), составляла 720 МВт.
В 00:28 при переходе с системы локального автоматического регулирования мощности (ЛАР) на автоматический регулятор мощности основного диапазона (1АР, 2АР), Топтуновым не была вовремя дана команда по удержанию мощности, в результате чего тепловая мощность реактора снизилась до 30—50 МВт.
После провала мощности персоналом станции было решено поднять мощность. Топтунов, вместе с помогавшими ему Акимовым и Юрием Трегубом, стал поднимать мощность, извлекая регулирующие стержни из активной зоны реактора. К часу ночи (01:03 минут по оперативному журналу) мощность была поднята до 200 МВт и застабилизирована. Дальнейший подъём мощности реактора, до установленных программой испытаний значений в 700—1000 МВт, решено было не проводить.
К 01:07 работы по подготовке к выбегу турбогенератора и останову энергоблока были закончены. Для участников смены был проведён инструктаж по действиям во время проведения испытаний. В 01:23:04 были начаты испытания по выбегу турбогенератора. Были закрыты стопорно-регулирующие клапаны турбины № 8. После начала испытания по программе выбега, реактор должен был быть заглушен. Однако, команда на глушение реактора была дана Акимовым только примерно через 20 секунд после начала выбега. Доподлинно неизвестно, кто непосредственно нажал кнопку — Акимов или Топтунов, так как показания свидетелей об этом событии различны. В 01:23:39 на пульте управления была нажата кнопка A3-5, инициирующая режим глушения реактора. Стержни АЗ и РР начали движение в активную зону реактора. Примерно через 3 секунды после нажатия кнопки АЗ-5 средствами регистрации параметров энергоблока были зафиксированы множественные аварийные сигналы, в частности резкое повышение реактивности и быстрый рост тепловой мощности реактора. В 1:23:46 раздалась серия из нескольких последовательных взрывов, и через 4—5 секунд реактор был полностью разрушен.
В первые часы аварии Леонид Топтунов, вместе с участниками смены и другими людьми из персонала станции, предпринимал меры по локализации аварии и нераспространению её на другие энергоблоки, выполнял работы по локализации последствий аварии. Участвовал в организации подачи воды в активную зону реактора. Топтунов оставался на блоке до 8 утра, несмотря на общее тяжёлое физическое состояние вследствие полученных больших доз ионизирующего облучения.
Топтунов утром 26 апреля был отвезён в медсанчасть города Припяти, а позже был эвакуирован в клиническую больницу № 6 в Москву. Топтунов проходил лечение в московской клинике, однако вследствие большой полученной им дозы в 1,300 бэр(13 Гр)лечение не дало практического эффекта. Топтунов умер 14 мая 1986 года от последствий острой лучевой болезни, через 19 дней после аварии.
В связи со смертью Топтунова уголовное преследование в его отношении было прекращено 28 ноября 1986 года, на основании Уголовно-процессуального кодекса УССР.

## Награды
Указом Президента Украины № 1156/2008 от 12 декабря 2008 года, за проявленное личное мужество и отвагу в первые часы после аварии на четвёртом энергоблоке Чернобыльской АЭС, Леонид Фёдорович Топтунов был награждён орденом «За мужество» ІІІ степени посмертно.

## Образ в кино
В 2006 году «Би-би-си» сняла фильм «Пережить катастрофу: Чернобыльская ядерная катастрофа» (англ. Surviving Disaster: Chernobyl Nuclear Disaster), в котором роль Топтунова сыграл ирландский актёр Майкл Колган.
В 2019 году на экраны вышел мини-сериал HBO «Чернобыль», в котором роль Топтунова исполнил британский актёр Роберт Эммс.